# Tobel-Tägerschen
Tobel-Tägerschen – miejscowość i gmina (Politische Gemeinde) w północno-wschodniej Szwajcarii, w kantonie Turgowia, w okręgu (Bezirk) Münchwilen. 

## Demografia
W Tobel-Tägerschen mieszkają 1 572 osoby. W 2021 roku 17% populacji gminy stanowiły osoby urodzone poza Szwajcarią. 

## Transport
Przez teren gminy przebiegają drogi główne nr 16 i nr 354.